# Campanularia nuytsensis
Campanularia nuytsensis is een hydroïdpoliep uit de familie Campanulariidae. De poliep komt uit het geslacht Campanularia. Campanularia nuytsensis werd in 2003 voor het eerst wetenschappelijk beschreven door Watson. 